# 名好郡

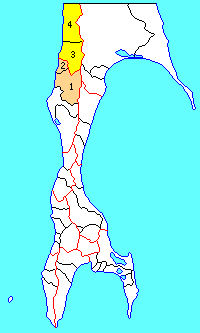
名好郡位置

名好郡（日语：／ Nayoshi gun */?）是日本統治下的樺太廳的一個已不存在的郡。郡名來源於阿伊努語的「noya-us-i」（艾草生長的地方）。
轄有以下1町1村。
- 名好町
- 西柵丹村

在法律上于1949年6月1日国家行政組織法施行后廢除。